# Албешти (Делешти)
Албешти (рум. Albești) насеље је у Румунији у округу Васлуј у општини Делешти. Oпштина се налази на надморској висини од 180 m.

## Становништво
Према подацима из 2011. године у насељу је живело 239 становника.